# Simon Stampfer
Pour les articles homonymes, voir Stampfer.
Simon Stampfer, né à Matrei in Osttirol le 26 octobre 1790 et mort à Vienne le 10 novembre 1864, est un astronome, physicien, mathématicien et géodésien autrichien.

## Biographie
Simon Stampfer naît à Matrei in Osttirol le 26 octobre 1790. À cause d'un accident aux longues séquelles, il n'est instruit qu'à partir de ses onze ans. Après des études à Lienz et Salzbourg, il passe des examens en sciences naturelles et en mathématiques à Munich en 1814. Il doit cependant se contenter de donner des cours particuliers pendant deux ans, n'ayant pas la citoyenneté bavaroise.
Il devient professeur assistant à Munich et Salzbourg, puis professeur de mathématiques fondamentales à Salzbourg. En 1826, il devient professeur de géométrie pratique.
Il s'intéresse à l'astronomie dès 1815 : il fait du château Mirabell un observatoire jusqu'en 1818 et continue également ses recherches au Monastère de Kremsmünster (de). Il anticipa les éclipses solaires de 1842 et 1851 fut capable de mesurer le diamètre de petites planètes.
Il participe aux mesures de longitude de la nouvelle frontière entre l'Autriche et la Bavière de la fin des années 1810. Il mène également des expériences de vitesse du son selon l'altitude. Avec Christof Starke, il met au point des instruments de géodésie et d'optique tels que l'optomètre, le sphéromètre, le télémètre optique et le planimètre.
Il invente en 1833 le disque stroboscopique, donnant une impression d'images en mouvement, un des principes de base du cinéma qui sera développé quelques décennies après sa mort.
Il compte parmi les membres fondateurs de l'académie des sciences de Vienne.
Il meurt à Vienne le 10 novembre 1864.
La planète mineure (3440) Stampfer est baptisée en son nom en 1950.